# 友野一希

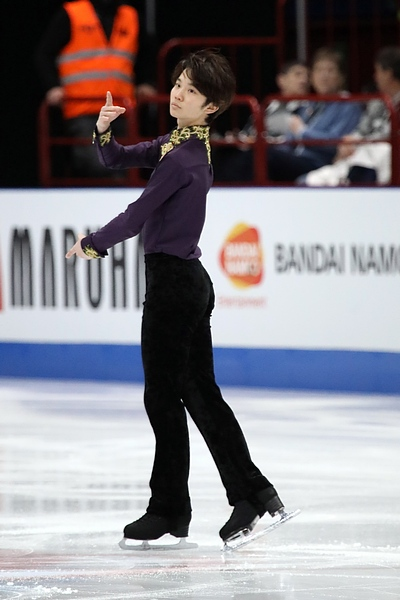
友野一希，2018年

友野一希（日语：／ Tomono Kazuki，1998年5月15日—），生於大阪，日本花式溜冰運動員，主攻男子單人滑。2022年四大洲錦標賽銀牌得主，曾獲2018年世錦賽第四名，2016年日本青年組冠軍。